# Monagas
Lo Stato di Monagas è uno degli Stati del Venezuela. Confina al nord con lo Stato di Sucre, a est con lo Stato di Delta Amacuro, al sud con gli Stati di Bolívar e Anzoátegui e ovest con lo Stato di Anzoátegui.
La parte settentrionale dello Stato è la più popolosa, vi si trova anche il capoluogo, Maturín. È anche la zona più ricca di corsi d'acqua, la parte meridionale dello Stato è meno irrigata e dunque meno coltivabile.

## Comuni e capoluoghi
1. Acosta
2. Aguasay
3. Bolívar
4. Caripe
5. Cedeño
6. Ezequiel Zamora
7. Libertador
8. Maturin
9. Piar
10. Punceres
11. Santa Bárbara
12. Sotillo
13. Uracoa

## Cultura

### Cucina

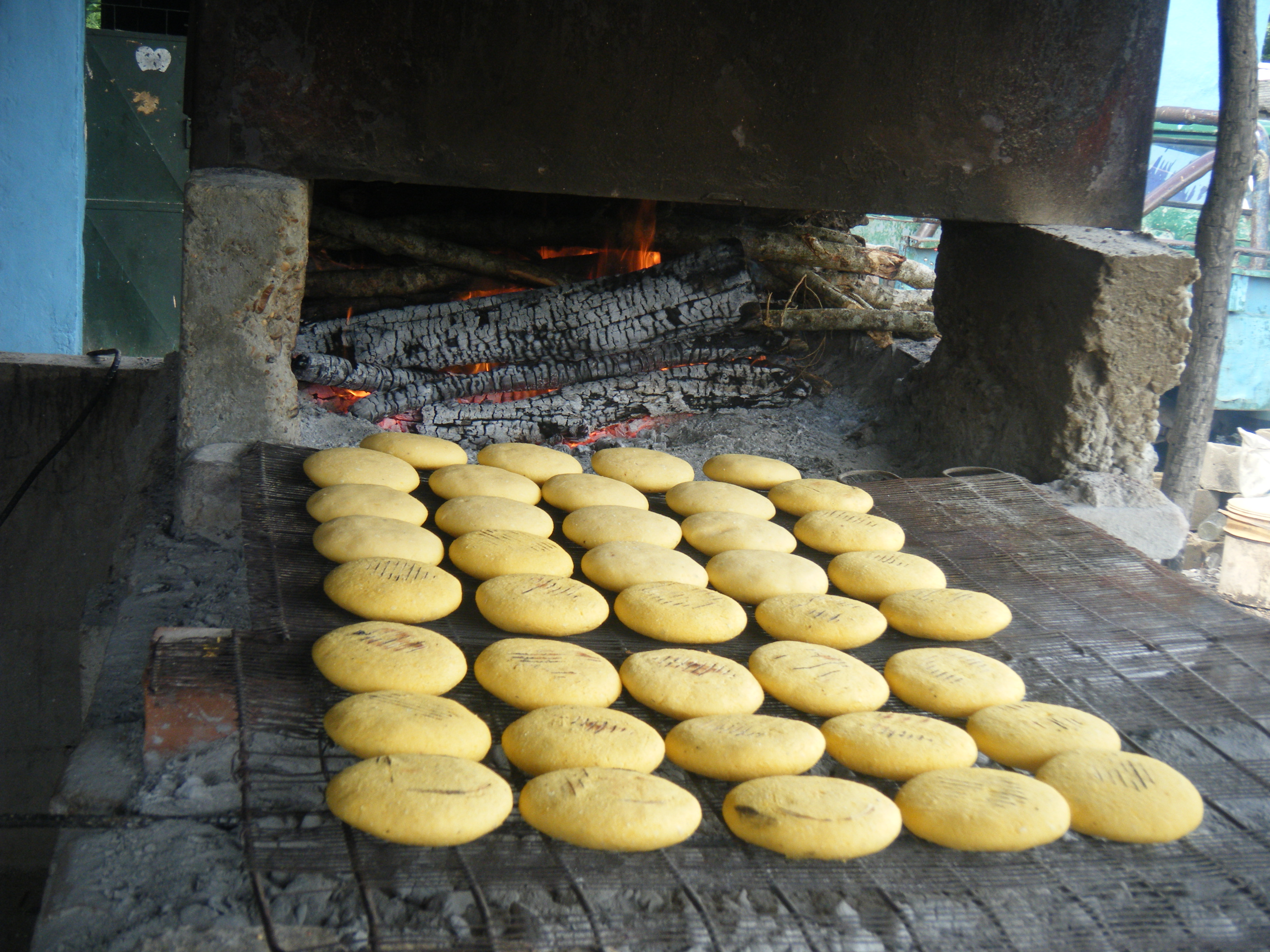
Arepas a Monagas.

I piatti tipici dello stato di Monagas sono arepa (una sorta di pane fatto di mais), cachapa (omelette di mais), casabe, empanada, mondongo (una specie di zuppa), queso de mano, jalea de Guayaba (guayaba jelly), carne en vara (carne alla griglia su un bastone).